# Cacao rắn

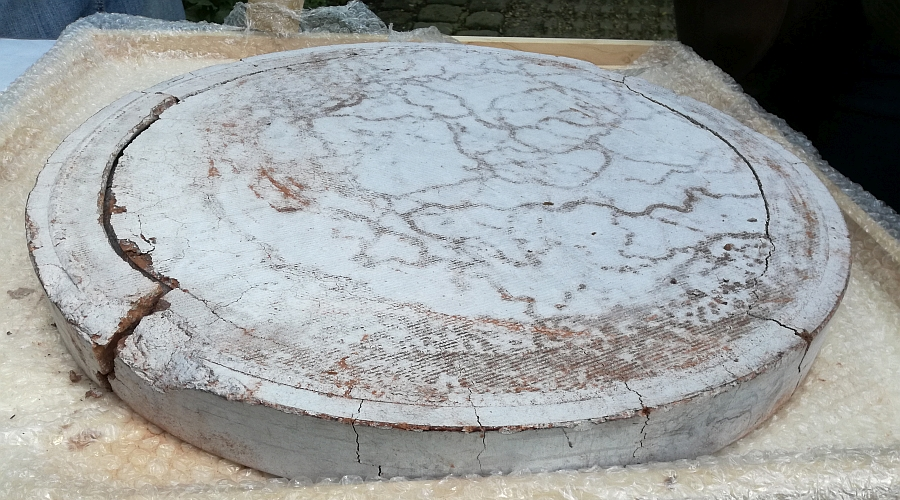
Bánh cacao khối sau khi tách bơ cacao

Ca cao rắn khô hoặc không béo là thành phần của hạt cacao còn lại sau khi bơ cacao, khối chất béo của cacao hạt, được tách khỏi hỗn hợp dịch sôcôla (hạt cacao rang và nghiền thành trạng thái lỏng). Bơ cacao chiếm 46% đến 57% trọng lượng của hạt cacao và tạo cho sôcôla tính tan chảy đặc trưng. Bột cacao chủ yếu là dạng bột của cacao rắn không béo nhưng thường chứa 10% bơ ca cao và được bán như một sản phẩm hoàn chỉnh. Bột cacao chưa xử lý có vị đắng và chua.
Bột ca cao chứa chất chống oxy hóa flavanol, lượng chất này sẽ giảm nếu ca cao được kiềm hóa để khử axit (khử chua). Các lợi ích sức khỏe của cacao được cho là nhờ lượng chất flavonoid.

## Tính chất vật lý

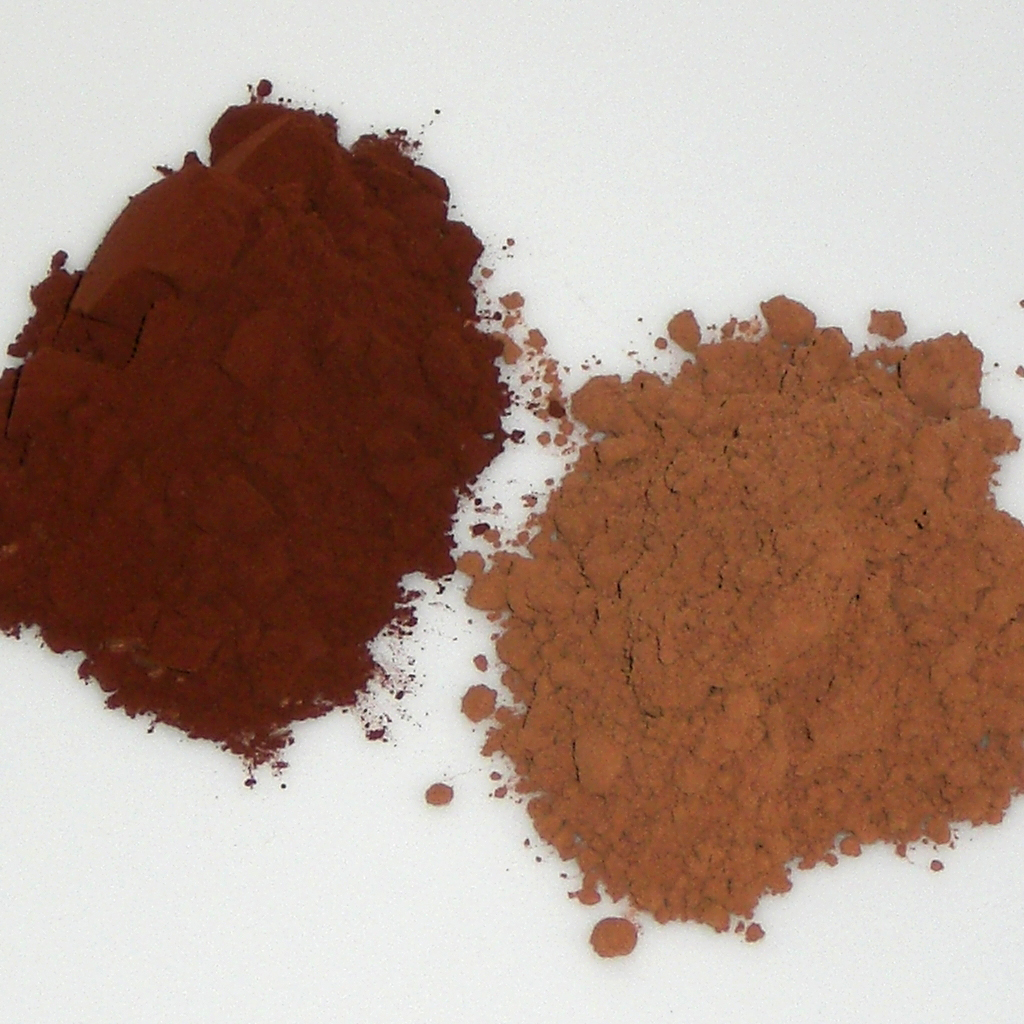
Ca cao chế biến kiểu Hà Lan (trái) so với quy trình Broma, hay ca cao "tự nhiên" (phải)

Bột cacao tự nhiên có màu nâu nhạt và độ pH từ 5,3 đến 5,8. Bột cacao đã qua chế biến (đã kiềm hóa) có màu sẫm hơn, từ nâu đỏ đến gần đen, với độ pH từ 6,8 đến 8,1. Quá trình kiềm hóa làm giảm vị đắng và tăng khả năng hòa tan, yếu tố quan trọng đối với các sản phẩm về đồ uống. Tất cả các giá trị pH này đều được coi là an toàn cho việc sử dụng trong thực phẩm.

## Dinh dưỡng
Bột ca cao chứa nhiều loại khoáng chất, bao gồm calci, đồng, magiê, phosphor, kali, natri và kẽm. Tất cả các khoáng chất này được tìm thấy với lượng lớn hơn trong bột cacao so với bơ cacao hay sôcôla lỏng. Bột cacao chứa khoảng 230 mg caffein và 2,057 g theobromin trên 100g, các chất hầu như không có trong các thành phần khác của hạt cacao. Bột ca cao cũng chứa clovamide (N-caffeoyl-L-DOPA).

### Flavonoid
Bột cacao rất giàu flavonoid, một dạng của polyphenol. Lượng flavonoid phụ thuộc vào quy trình chế biến và sản xuất mà bột cacao trải qua. Quá trình kiềm hóa, còn được gọi là chế biến kiểu Hà Lan, làm cho hàm lượng flavonoid của cacao giảm đáng kể.
Vào năm 2020, các nhà khoa học thần kinh đã báo cáo một thử nghiệm mù kép ngẫu nhiên nhỏ trên đối tượng là những người trưởng thành trẻ khỏe mạnh cho thấy rằng các flavanol trong chế độ ăn chứa bột cacao có thể cải thiện oxy não ở mức độ phản ứng của mạch máu não dưới mức tối ưu đối với CO2 trong quá trình thử thách tăng CO2 và - trong trường hợp mà biện pháp trước đây có thể được cải thiện và nhu cầu nhận thức là cao - hiệu suất nhận thức.

## Tính an toàn

### Hàm lượng cadmi
Bột ca cao có thể chứa cadmium, một kim loại nặng độc hại và có thể gây ung thư, được tìm thấy tự nhiên với hàm lượng cao trong đất của một số vùng sản xuất ca cao. Liên minh châu Âu đã áp đặt giới hạn (kể từ ngày 1 tháng 1 năm 2019) đối với cadmium trong bột cacao là 0,6 µg trên gam bột cacao và 0,8 µg trên gam đối với sôcôla có trên 50% tổng chất rắn cacao khô. Ở Canada, một khẩu phần hàng ngày của một sản phẩm sức khỏe tự nhiên không được chứa nhiều hơn 6 µg cadmium cho một cá thể nặng 150 pound (68 kg) và 3 µg cho cá nhân 75 lb (34 kg). Trong khi chính phủ Hoa Kỳ không đặt ra giới hạn đối với cadmium trong thực phẩm hoặc các sản phẩm sức khỏe, bang California đã thiết lập mức tiêu thụ cadmium qua đường tiêu hoá hàng ngày cho phép tối đa là 4,1 µg và yêu cầu các sản phẩm chứa nhiều hơn lượng này trong mỗi khẩu phần hàng ngày phải có cảnh báo trên nhãn. Một cuộc điều tra của một phòng thí nghiệm kiểm tra người tiêu dùng độc lập cho thấy bảy trong số chín loại bột và ngòi cacao bán sẵn trên thị trường được chọn để thử nghiệm chứa hơn 0,3 µg cadmi trên mỗi gam sản phẩm; năm trong số này vượt quá giới hạn đề xuất của EU là 0,6 µg trên mỗi gam.